# Bolig- og Planstyrelsen
Bolig- og Planstyrelsen var en styrelse under Indenrigs- og Boligministeriet. Styrelsen blev dannet som en del af ministerieomlægning 21. januar 2021.
Styrelsen fik overført bolig- og byggeriområdet fra Trafik-, Bygge- og Boligstyrelsen og plan- og landdistriktsområdet fra Erhvervsstyrelsen.
Styrelsen blev nedlagt den 15. december 2022 i forbindelse med Regeringen Mette Frederiksen IIs tiltræden, hvor Indenrigs- og Boligministeriet blev nedlagt som selvstændigt ministerium. Bolig- og byggeriområdet blev overført til Social-, Bolig- og Ældreministeriet under ledelse af Social- og Boligministeren og plan- og landdistriktsområdet blev overført til Kirkeministeriet under ledelse af Ministeren for landdistrikter.